# 哈明江
哈明江（1954年—），河北献县人，回族，中华人民共和国政治人物、第十二届全国人民代表大会河北地区代表。

## 生平
毕业于河北科技师范学院，加入中国共产党。2013年，被选为全国人大代表。2018年2月24日，当选为第十三届全国人大代表。